# Parequula elongata
Parequula elongata  (лат.) — вид лучепёрых рыб семейства мохарровых (Gerreidae). Максимальная длина тела 8,1 см. Распространены в прибрежных водах южной и западной Австралии.

## Описание
Тело овальной формы, сжато с боков, покрыто циклоидной легко опадающей чешуёй. Тело более вытянутое по сравнению с Parequula melbournensis, высота тела укладывается 2,7—3,4 раза в стандартную длину тела. Верхний профиль головы почти прямой или слегка выпуклый. Рыло короткое, заострённое. Рот маленький, челюсти выдвижные. На первой жаберной дуге 16—20 жаберных тычинок. Спинной и анальный плавники с длинными основаниями. В спинном плавнике 9 колючих и 18—16 мягких лучей. В анальном плавнике 3 колючих и 14—15 мягких лучей. В грудных плавниках 14—15 мягких лучей. В брюшных плавниках один колючий и 5 мягких лучей. В боковой линии 34—35 прободённых чешуй. Хвостовой плавник с небольшой выемкой. Максимальная длина тела 8,1 см.
Тело и голова полупрозрачные с легким серебристым оттенком, нижняя сторона тела серебристо-белая. Плавники полупрозрачные или беловатые. Края спинного плавника красноватые. Хвостовой плавник с 4 вертикальными полосами, крайняя полоса желтоватая. Радужная оболочка глаза золотистая с бледными передним и задним краями.

## Ареал и места обитания
Распространены у южного и западного побережья Австралии от Большого Австралийского залива (Южная Австралия) до залива Шарк (Западная Австралия).
Морские придонные рыбы. Обитают в прибрежном мелководье над песчаными и илистыми грунтами среди водной растительности на глубине 40—133 м. Питаются донными беспозвоночными. Биология не изучена.